# Borinovo, Smolean
Borinovo (în bulgară Бориново) este un sat în comuna Madan, regiunea Smolean,  Bulgaria. 

## Demografie
Componența etnică a satului Borinovo
     Bulgari (21,52%)
     Turci (23,31%)
     Nicio identificare (50,67%)
     Romi (0%)
     Altele (4,48%)
La recensământul din 2011, populația satului Borinovo era de 223 locuitori. Nu există o etnie majoritară, locuitorii fiind turci (23,31%) și bulgari (21,52%). Pentru 50,67% din locuitori nu este cunoscută apartenența etnică.